# Святогірський чоловічий монастир Положення ризи Діви Марії
Святогірський чоловічий монастир Положення ризи Діви Марії — чоловічий монастир ПЦУ у Львівській області між селами Ушня і Білий Камінь. Розташований посеред лісового масиву на вершині Святої Гори.

## Перші згадки про місцевість і монастир
Відомо, що укріплення на горі існувало ще з часів Київської Русі. Однак ґрунтовних розкопок на цій ділянці не було. Яків Головацький писав про те, що на вершині гори залишились уламки кам'яної будівлі.
У 1488 році при розмежуванні сіл Почапи і Жуличі згадано монастир «під лісом біля потоку».

## Перша поява Богородиці
Тутешнього джерела стосується давня легенда, яка сягає у часи татарських набігів. Дізнавшись про новий наступ ворогів, селяни покинули домівки і сховались на горі. Проте за деякий час зіткнулись з новою проблемою — браком води, адже по неї потрібно було йти в Ушню, а татари перекрили усі відомі селянам стежки.
Тож коли люди готувалися до смерті від спраги, перед громадою з'явилась Матір Божа і стала ногою на камінь. З-під нього тут же почало бити джерело, а на великому камені залишився відбиток ноги Богоматері.
Щасливі селяни врятувалися від смерті, а гору від того часу почали називати Святою. Камінь з відбитком стопи Богородиці віддали до містечка Підкамінь.
Джерело відоме цілющими властивостями, щоправда радянська влада кілька разів його засипала, щоб не допускати паломництва. Відчистили джерело у 1990-х, згодом встановили і криницю, де будь-хто може набрати води.

## Поява Богородиці 1948-го
На вершині гори 6 вересня 1948 року пастухи, троє дівчат і 19-річний юнак, поблизу місцевої печери-гроту на горі стали свідками появи Божої Матері. Це було полум'я, а в ньому — Богородиця у шатах.
Коли привели дорослих селян, ні Матері Божої, ні полум'я вже не було. Зате на місці об'явлення попадало кленове листя, а на ньому залишились однакові відбитки з тим же образом Богородиці, у якому вона поставала перед пастухами. Ці листки люди тримали вдома десятки років як реліквії.
З нагоди небувалої події селяни звели каплицю.

## Руйнування в радянські часи і відновлення
Об'явлення припало на роки радянського терору: паломництво на Святу гору владі сподобатись не могло — у 1960-х роках каплицю було знищено, як і грот, а джерело — засипано.
Розпочати відновлення вдалося 1989 року. Селяни з Ушні на чолі зі священиком Мар'яном Балашем збудували дерев'яну каплицю. З 1998 року розпочалися прощі до Святої гори. Перша проща була пішою, її очолював патріарх Димитрій (Ярема).
Згодом у 2002 році громада на чолі з єпископом Макарієм (Малетичем) спорудила криницю над джерелом. Того ж року заклали монаший дім і церкву Положення Ризи Пресвятої Богородиці. Освячено храм 15 липня 2008 року.
Ще одну церкву, святого Онуфрія, датовану 1774-им роком побудови, перенесено на Святу гору з села Бісковичі. Тут другий храм монастиря освячено 10 жовтня 2012 року.